# Elección del liderazgo del Partido Conservador de 2024
Las elecciones de liderazgo del Partido Conservador de julio-noviembre de 2024 se anunciaron después de que Rishi Sunak renunciara como primer ministro y líder del Partido Conservador tras la desastrosa derrota en las elecciones generales de 2024.

## Contexto
El 7 de julio de 2022, Boris Johnson, entonces primer ministro, se vio obligado a dimitir como primer ministro y líder del Partido Conservador después de que la Policía Metropolitana abriera una investigación sobre Boris Johnson que desembocó en Partygate, una serie de fiestas entre 2020 y 2021 en medio de la COVID-19, en las que no se aplicó ninguna de las restricciones impuestas por el primer ministro y que, tras ese escándalo, se reveló otro escándalo que terminó finalmente la permanencia de Boris Johnson en el puesto del primer ministro. Este segundo escándalo se trataba del escándalo de Chris Pincher, que implicó tocamientos inapropiados a dos mujeres en una fiesta organizada por Boris Johnson durante Partygate.
Tras la dimisión de Boris Johnson, se convocaron elecciones de liderazgo, en las que ganó Liz Truss con el 57% de los votos frente al 43% de Rishi Sunak. 

### Mandato de Liz Truss
Liz Truss asumió el liderazgo del Partido Conservador el 5 de septiembre de 2022 y se convirtió en primera ministra al día siguiente.
Dos días después de asumir el cargo, el 8 de septiembre de 2022, Liz Truss tuvo que declarar un período de luto de 10 días tras la muerte de la reina Isabel II. 
El 23 de septiembre de 2022, en respuesta a la crisis del coste de la vida, el Canciller de Hacienda de Truss, Kwasi Kwarteng, anunció el ahora infame "minipresupuesto", que introdujo recortes de impuestos y préstamos a gran escala. Este "minipresupuesto" provocó que la libra se desplomara a 1,09 dólares, el nivel más bajo de la libra en cuatro décadas, así como un aumento de los tipos de interés y de los bonos del gobierno. 
Tras estos reveses económicos, el mandato de Liz Truss se convirtió en el más corto de la historia, con solo 49 días en el número 10 de Downing Street tras su dimisión como premier británica el 20 de octubre de 2022. Tras su dimisión, Truss anunciaría una elección de liderazgo del Partido Conservador para el 24 de octubre de 2022 en la que, en la ronda final, Rishi Sunak, sin oposición, ganó el liderazgo y se convirtió en primer ministro británico el 25 de octubre. 

### Mandato de Rishi Sunak
Sunak se encontraba en uno de los peores momentos posibles en la historia del Partido Conservador. Sunak tuvo que reconstruir la reputación perdida por el Partido Conservador después de los escándalos de 2019 a 2022 y el gobierno de Liz Truss. 
Sunak también prometió prohibir el fracking según el manifiesto conservador de 2019. Además, Sunak se enfrentó al desafío de restaurar la economía a lo que era antes del gobierno de Liz Truss. Sunak también prometió estabilidad económica y fiscal en su primer discurso, ya que reconoció que su predecesor había cometido errores, pero no se equivocó al mejorar el crecimiento económico como también prometió dejar las futuras generaciones sin deudas. 
Sunak sufrió una derrota de cara a las elecciones del 4 de julio en las que se celebrarán las elecciones locales del 4 de mayo de 2023, en las que el Partido Laborista, liderado por Keir Starmer, derrotó al Partido Conservador, perdiendo varios municipios, las cuales fueron esperadas por Rishi Sunak y el Partido Conservador en general. 

### Elecciones generales de 2024
El 22 de mayo de 2024, Rishi Sunak convocó elecciones generales anticipadas para el 4 de julio de 2024, en las que las encuestas se inclinaban claramente hacia el Partido Laborista, y con mucha diferencia. Se trataba de una estrategia de Sunak para que su partido no sufriera una gran derrota al esperar hasta el otoño para hacerlo. 

### D-Day
El día de conmemoración del desembarco en Normandía, el 6 de junio, Sunak fue muy criticado por marcharse temprano para conceder una entrevista en la cadena ITV que no debía emitirse hasta el miércoles siguiente. Más tarde salió a pedir disculpas.

### Derrota y renuncia
El 5 de julio de 2024 se conocieron los resultados de las elecciones generales celebradas el día anterior, en las que el Partido Laborista, liderado por Keir Starmer, ganó por victoria arrolladora, obteniendo 412 de los 650 escaños de la Cámara de los Comunes. Tras esta derrota, Rishi Sunak pronunció su último discurso, en el que se mostró muy conmocionado por lo sucedido y anunció su dimisión del cargo de primer ministro y del puesto de líder del Partido Conservador y anunció la convocatoria de elecciones al liderazgo del Partido Conservador reconociendo su culpa por tal derrota.

## Candidatos al liderazgo del Partido Conservador
En junio de 2024, The Guardian informó que los potenciales candidatos al liderazgo del partido ya estaban presionando a los parlamentarios ante la derrota que todos en el Partido Conservador esperaban. 

#### Candidatos

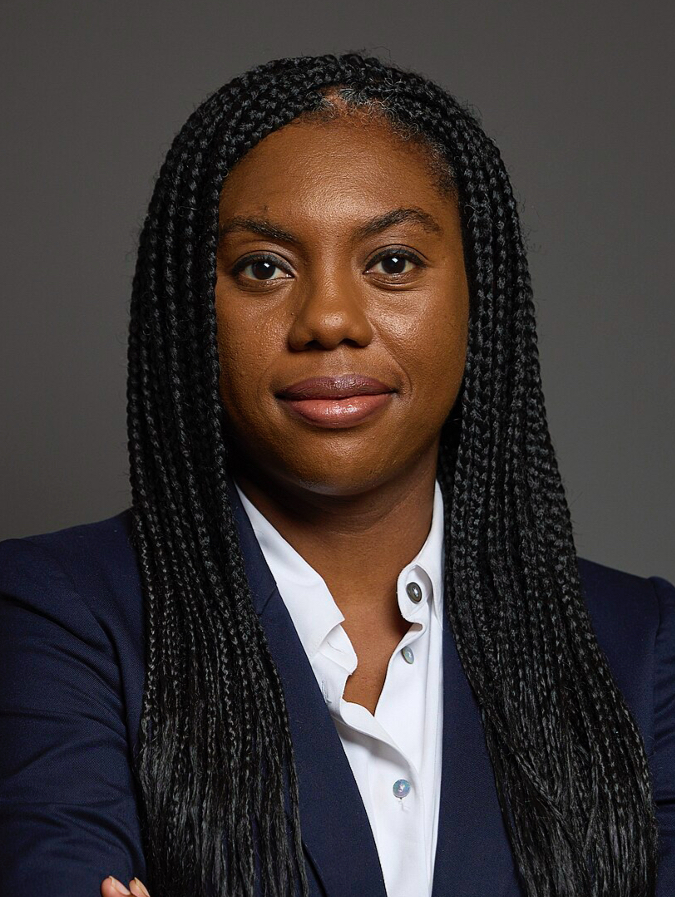
Kemi Badenoch MP por North West Essex
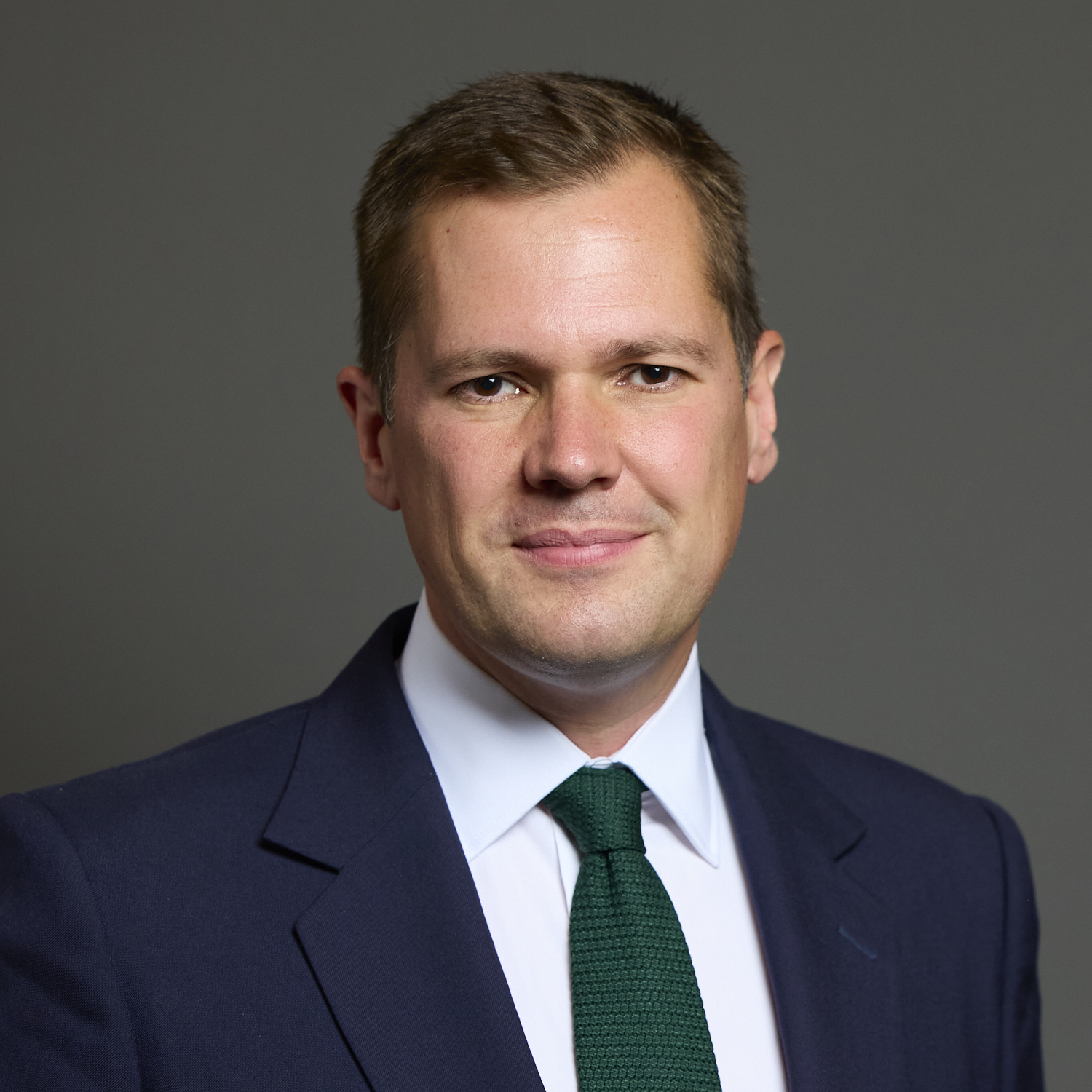
Robert Jenrick MP por Newark

### Candidatos eliminados

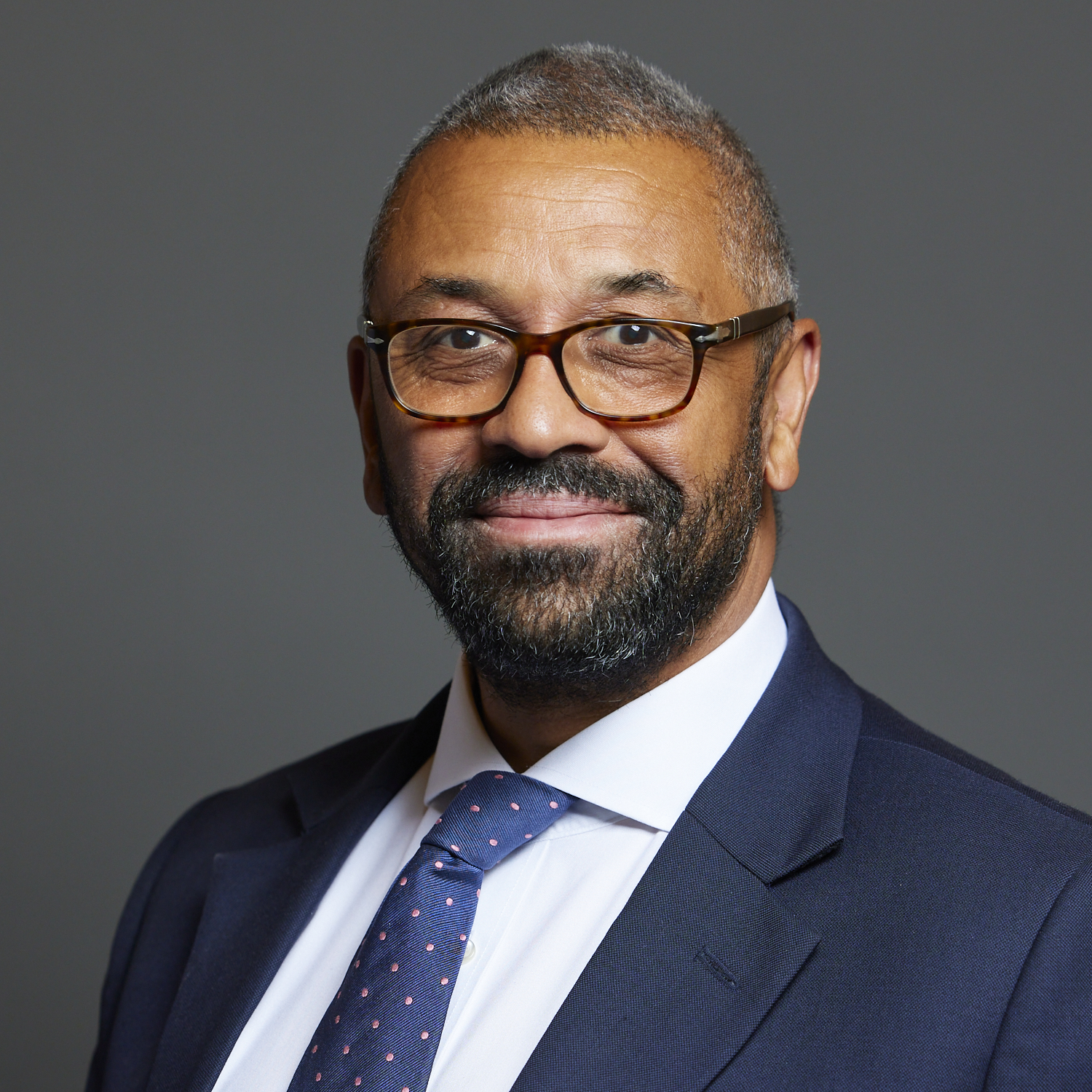
James Cleverly MP por Braintree
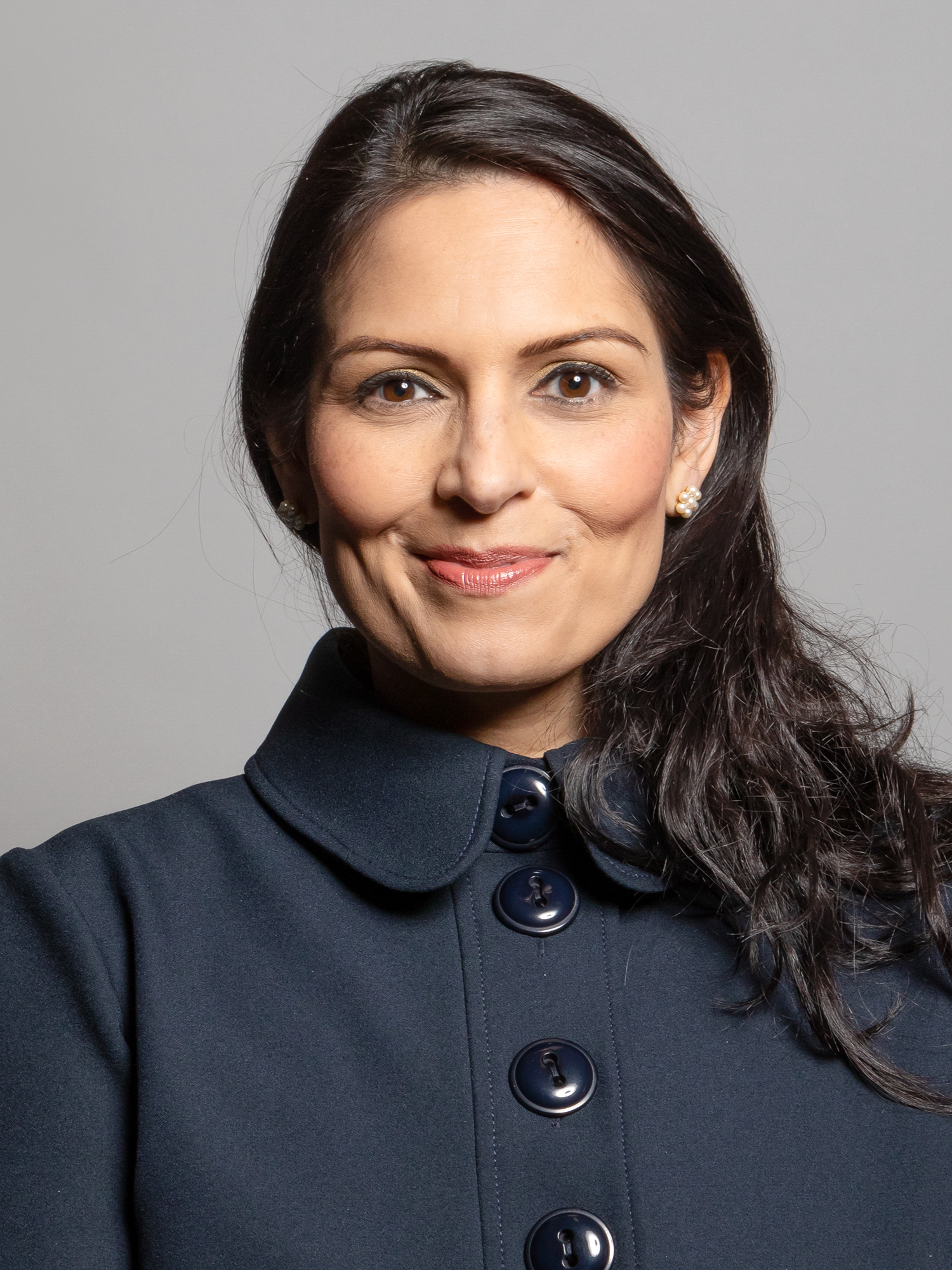
Priti Patel MP por Witham
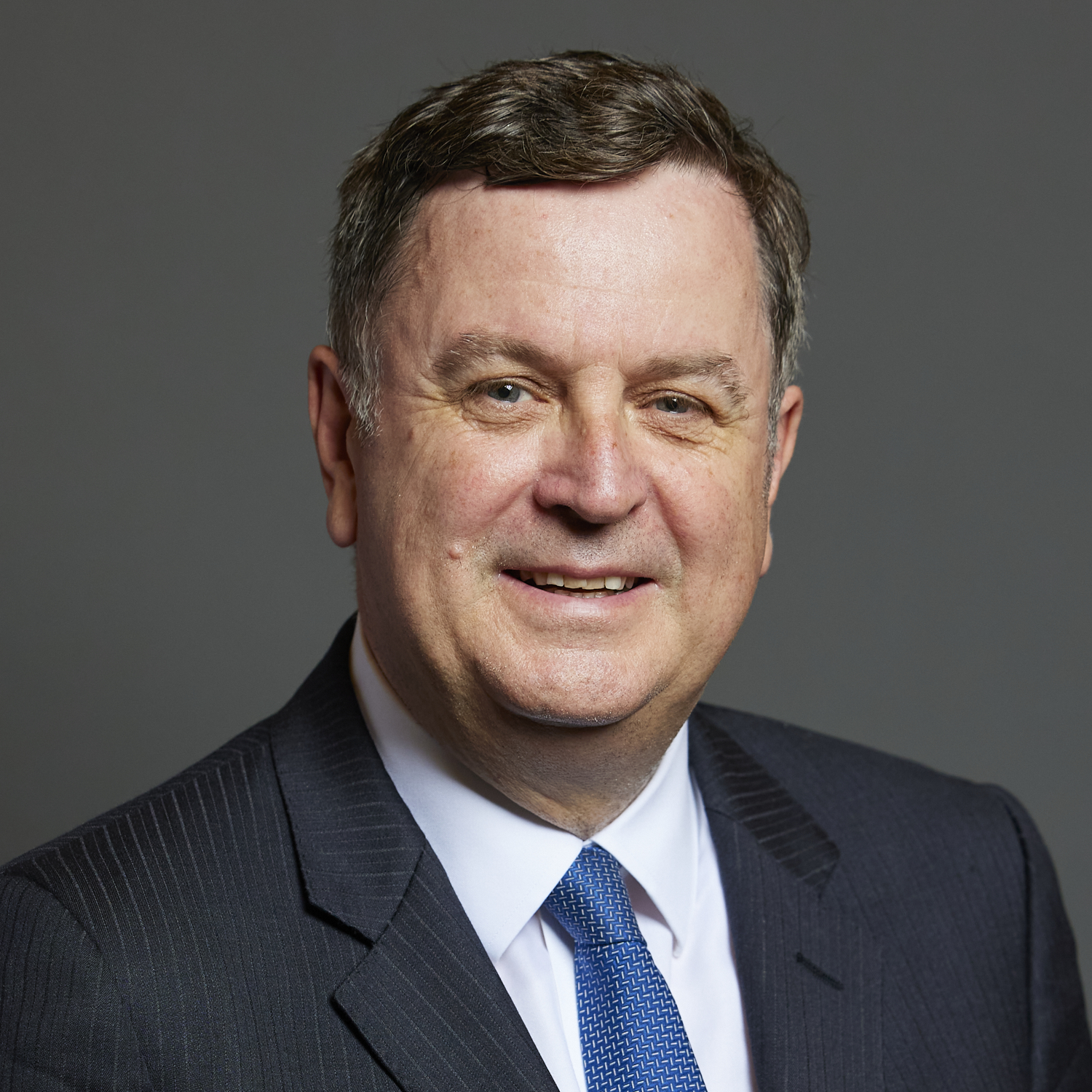
Mel Strise MP por Central Devon
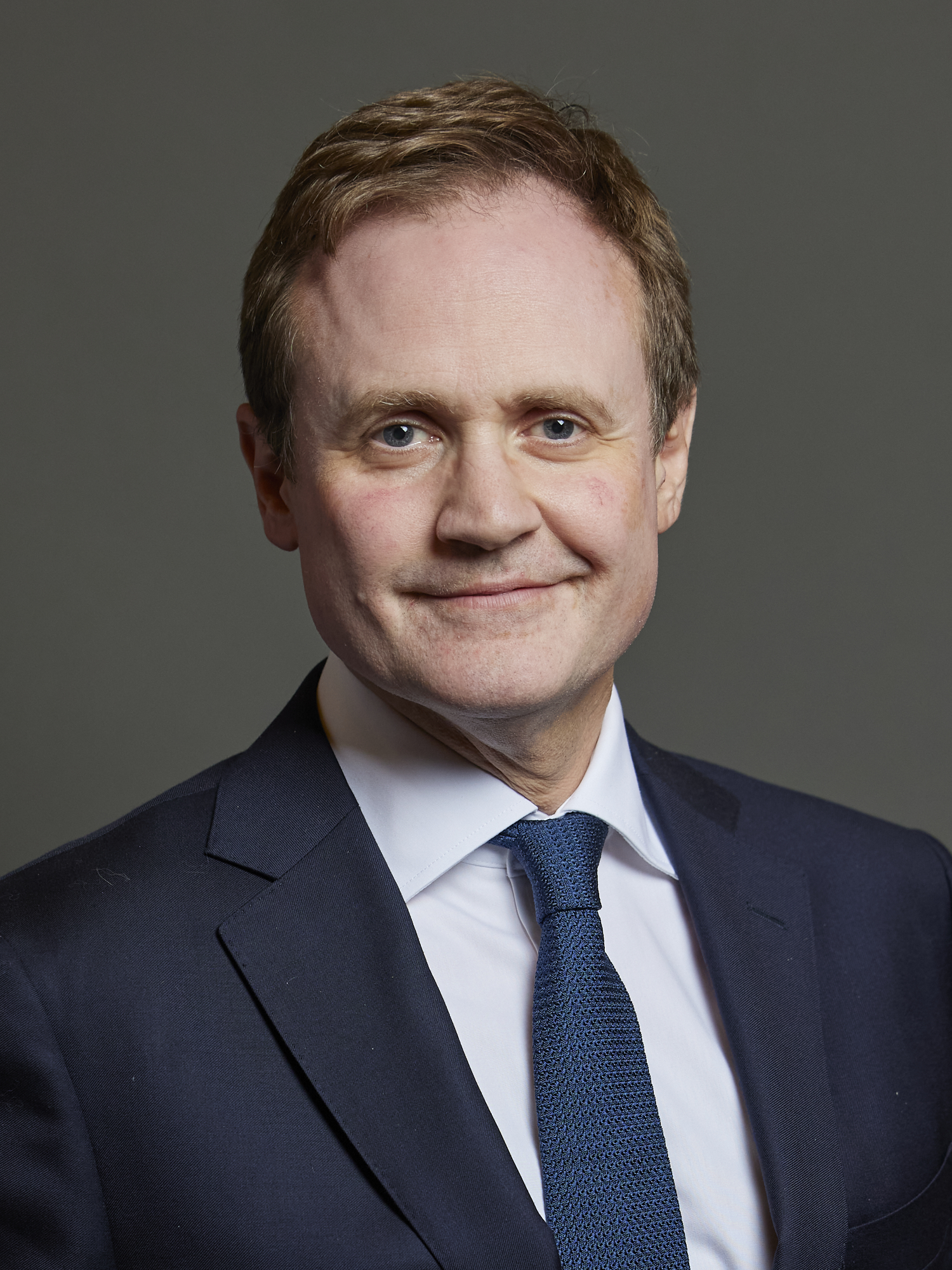
Tom Tugendhat MP por Tonbridge

## Eliminados
- Priti Patel: MP para Witham (2010-presente), Ministra del Interior (2019-2022), Ministra de Estado para el Desarrollo (2016-2017). Eliminada tras la primera votación. [21]